# Desvío Arijón
Desvío Arijón es una localidad del Departamento San Jerónimo, provincia de Santa Fe, Argentina. A 32 km de la capital provincial Santa Fe, y a 11 de Coronda; con buen acceso a la RN 11.

## Población
Cuenta con 2,743 habitantes (Indec, 2010), lo que representa un incremento del 4% frente a los 2,639 habitantes (Indec, 2001) del censo anterior.
| Gráfica de evolución demográfica de Desvío Arijón entre 1991 y 2010 |
|                                                                     |
| Fuente: Censos nacionales del INDEC                                 |

## Creación de la Comuna
- 5 de diciembre de 1951

## Turismo
Desvío Arijón exhibe como máximo atractivo las orillas del Río Coronda ofreciéndole al turista, complejos de cabañas (4 frente al río ) Los Ombu, Campos Rojos, El Sepio, María Ester y otro a cuadras de él, como Costa Azul, Río Grande, Caima ( total de plazas : 450 ) un  " Pago chico ".
Apenas distanciado de la capital provincial, y más cerca aun de la ciudad de Coronda.
La historia de Desvío Arijón muestra que al igual que la gran mayoría de los poblados del interior argentino, nació alrededor de la estación de ferrocarril, inaugurada el 8 de octubre de 1886.

## Toponimia
Llamado así por el desvío que hacía el ramal ferroviario a la altura de su posicionamiento, y habiendo nacido alrededor de la estación de ferrocarril. Y su nombre es en honor a José Arijón, empresario gallego radicado en Rosario, quien donara los terrenos.

## Parajes
- Barrio Caima
- Caima
- Río Grande
- Triana
- Papelera
- Barrio Devoto
- Barrio Nuevo

## Acueducto Norte
A la altura de la localidad se instalarán obra de toma y la "Planta de Potabilización", captando agua del río Coronda, y el acueducto paralelo a la ruta provincial RP 36 S, que bifurcará en una troncal al sur y al norte, para llegar a las ciudades de  Santo Tomé, Rafaela, Sunchales, Tostado y Sauce Viejo.

## Escuelas de Educación Común y Adultos
- Esc primaria Nro. 690 Mariano Moreno, 240 alumnos (año 2020).
- Esc 3 de Febrero, 66 alumnos
- Esc N.º 895 F. A. CANDIOTI 252 alumnos
- Centro Alfab N.º 224, 14 alumnos
- E.E.M. N.º 1496
- Jardín de infantes nucleado N.º 355, 147 NIÑOS/AS

## Deportivas y sociales
- Club Atl. Caima
- Club Bochas Río Grande
- Club Sportivo Arijón
- Club Hockey Sportivo Arijon

Radio FM ARIJÓN 104.7.
Asociación Civil Desvío a la Raíz - Agricultura Ancestral ( espacio comunitario de producción orgánica), 